# Muscle of Love
Muscle of Love — седьмой студийный альбом американского рок-певца Элиса Купера, выпущенный 20 ноября 1973 года. Это последний студийный альбом, записанный им в составе одноимённой рок-группы. Это концептуальный альбом о подростковой тоске, жизни на улицах Нью-Йорка и мужской проституции.

## Об альбоме
Вместо обычной упаковки, оригинальный LP был издан в мелком рифлёном картоне, намекая на то, что такая упаковка могла содержать что-либо иное, а не пластинку, а также «пятно» было намеренно напечатано вдоль низа.
Песня «Man with the Golden Gun» планировалась как титульная песня к фильму «Человек с золотым пистолетом», пока продюсеры решительно не выступили против этого. Лайза Минелли поёт бэк-вокальную партию на песне «Teenage Lament ’74».
Альбом поднялся до 10-го места в США и до 34-го в Великобритании.

## Список композиций
| №  | Название                     | Автор(ы)                                                       | Длительность |
| -- | ---------------------------- | -------------------------------------------------------------- | ------------ |
| 1. | «Big Apple Dreamin’ (Hippo)» | Майкл Брюс, Глен Бакстон, Элис Купер, Деннис Данауэй, Нил Смит | 5:10         |
| 2. | «Never Been Sold Before»     | Купер, Бакстон, Брюс, Данауэй, Смит                            | 4:20         |
| 3. | «Hard Hearted Alice»         | Брюс, Купер                                                    | 4:50         |
| 4. | «Crazy Little Child»         | Брюс, Купер                                                    | 4:58         |

| №                   | Название                  | Автор(ы)                            | Длительность |
| ------------------- | ------------------------- | ----------------------------------- | ------------ |
| 1.                  | «Working Up a Sweat»      | Брюс, Купер                         | 3:31         |
| 2.                  | «Muscle of Love»          | Брюс, Купер                         | 3:42         |
| 3.                  | «Man With the Golden Gun» | Брюс, Бакстон, Купер, Данауэй, Смит | 4:12         |
| 4.                  | «Teenage Lament ’74»      | Купер, Смит                         | 3:51         |
| 5.                  | «Woman Machine»           | Брюс, Бакстон, Купер, Данауэй, Смит | 4:29         |
| Общая длительность: | Общая длительность:       | Общая длительность:                 | 39:03        |

## Участники записи
Список составлен по сведениям базы данных Discogs.
Alice Cooper band:
- Элис Купер — вокал, гармоника
- Глен Бакстон — соло-гитара
- Майкл Брюс[англ.] — ритм-гитара, вокал, фортепиано, орган
- Деннис Данауэй[англ.] — бас-гитара, вокал
- Нил Смит[англ.] — ударные

Приглашённые музыканты:
- Мик Мэшбир[англ.] — гитара
- Дик Вагнер[англ.] — гитара
- Боб Долан — клавишные
- Пол Престопино — банджо («Crazy Little Child»)
- LaBelle — бэк-вокал («Teenage Lament ’74»)
- The Pointer Sisters — бэк-вокал («Teenage Lament ’74», «Working Up a Sweat»)
- Лайза Минелли — бэк-вокал («Teenage Lament ’74», «Man With the Golden Gun»)
- Ронни Спектор — бэк-вокал («Teenage Lament ’74»)

Технический персонал:
- Джек Дуглас[англ.] — музыкальный продюсер, звукоинженер
- Джек Ричардсон[англ.] — музыкальный продюсер
- Фил Рамон — звукоинженер (запись духовых и струнных партий)
- Дуг Сакс[англ.] — мастеринг-инженер[англ.]
- Деннис Ферранте — техник
- Эд Спригг — техник
- Рид Стэнли — техник
- Сен-Живаго Десанж — фотограф
- Гэри Слоан — фотограф (портреты музыкантов)
- Pacific Eye & Ear[англ.] — дизайн конверта

## Позиции в хит-парадах и уровни продаж
| Год       | Хит-парад                           | Высшая позиция | Пребывание |
| --------- | ----------------------------------- | -------------- | ---------- |
| 1973—1974 | Австралия (Kent Music Report)       | 36             | нет данных |
| 1973—1974 | Великобритания (UK Albums Chart)    | 34             | 4 недели   |
| 1973—1974 | Канада (RPM 100 Albums)             | 4              | 15 недель  |
| 1973—1974 | США (Billboard 200)                 | 10             | 21 неделя  |
| 1973—1974 | Финляндия (Suomen virallinen lista) | 13             | 13 недель  |

| Хит-парад (1974)      | Позиция |
| --------------------- | ------- |
| Канада (RPM Year-End) | 45      |

| Регион                                                      | Сертификация | Продажи  |
| ----------------------------------------------------------- | ------------ | -------- |
| США (RIAA)                                                  | Золотой      | 500 000^ |
| ^ Данные о тиражах приведены только на основе сертификации. |              |          |